# Marriagetoxin
Marriagetoxin (マリッジトキシン?, Marijjitokishin) è un manga scritto da Jōmyaku e disegnato da Mizuki Yoda. È stato serializzato sulla rivista online Shōnen Jump+ di Shūeisha a partire dal 20 aprile 2022. La serie sta anche venendo pubblicata in inglese su Manga Plus.

## Trama
Hikaru Gero è un giovane appartenente a un clan di assassini professionisti che esiste da centinaia di anni. Poiché si occupa del lato oscuro della società e non ha mai vissuto una vita normale, si considera senza prospettive con le donne e non ha alcun interesse per il matrimonio. Tuttavia, un giorno, il suo clan afferma che se Gero non si sposerà e non produrrà un erede per portare avanti il loro lignaggio, costringeranno sua sorella lesbica a partorire un figlio contro la sua volontà. Volendo salvare sua sorella minore da tale destino, Gero chiede a Mei Kinosaki, uno dei suoi obiettivi di assassinio, di sposarlo. Mei però si rivela essere un truffatore matrimoniale cross-dresser e quindi Gero gli chiede invece di insegnargli a fare colpo sulle donne in modo da riuscire a trovarne una che voglia veramente sposare.

## Pubblicazione
Marriagetoxin è scritto da Jōmyaku e disegnato da Mizuki Yoda. Il manga è stato annunciato da Shūeisha l'11 aprile 2022 e ha iniziato la sua serializzazione sulla rivista online Shōnen Jump+ il 20 dello stesso mese. La casa editrice inoltre sta pubblicando in contemporanea la serie in inglese gratuitamente su Manga Plus.
In Italia la serie è edita da Star Comics che lo pubblica a partire dal 19 marzo 2024. La traduzione dei testi è curata da Mauro Baratta.

### Volumi
| 1  | 4 agosto 2022 | ISBN 978-4-08-883439-9 | 19 marzo 2024    | ISBN 978-88-226-4573-9 (ed. regolare) ISBN 978-88-226-4650-7 (ed. Variant) |
| 1  | Capitoli - 1. L'avvelenatore cerca moglie (毒使いの婚活?, Doku tsukai no kon katsu) - 2. Non ho molta esperienza (不束者ですが?, Futsutsuka-sha de suga) - 3. Cos'è il fascino? (魅力って何??, Miryokutte nani?) - 4. Inizia l'infiltrazione (潜入開始?, Sen'nyū kaishi) - 5. Allucinazioni (幻覚?, Genkaku) - 6. A costo della vita (命懸けても?, Inochigakete mo) |                        |                  |                                                                            |
| 2  | 4 novembre 2022 | ISBN 978-4-08-883323-1 | 9 aprile 2024    | ISBN 978-88-226-4577-7                                                     |
| 2  | Capitoli - 7. La prima candidata (初めての相手?, Hajimete no aite) - 8. Bentornata (おかえりなさい?, Okaerinasai) - 9. Via all'appuntamento! Orca! ♪ (デート開始シャチ♪?, Dēto kaishi shachi ♪) - 10. Guardia del corpo (護衛任務?, Goei ninmu) - 11. L'alteratore di suoni (音使い?, Oto tsukai) - 12. Il grande Chladni (くらどに様?, Kuradoni-sama) - 13. La prova di coraggio (肝試し?, Kan tameshi) - 14. Sarà un ultrapasso (ド楽しめそう?, Do tanoshime-sō) - 15. Il sacrificio (捧げ物?, Sasagemono) - Capitolo extra                                                                                        |                        |                  |                                                                            |
| 3  | 3 febbraio 2023 | ISBN 978-4-08-883333-0 | 28 maggio 2024   | ISBN 978-88-226-4639-2                                                     |
| 3  | Capitoli - 16. I deboli (弱き者?, Yowakisha) - 17. Campfire (キャンプファイヤー?, Kyanpufaiyā) - 18. Al mio fianco (私と一緒に?, Watashi to issho ni) - 19. Di nuovo... (また･･･?, Mata...) - 20. Il matrimonio del domatore d'insetti (蟲使いの結婚式?, Mushi tsukai no kekkonshiki) - 21. Intrattenimento (余興?, Yokyō) - 22. Tramonto (夕陽?, Yūhi) - 23. Cento milioni di gioie (100000000幸?, 100000000 sachi) - 24. Il cacciatore di assassini (殺し屋狩り?, Koroshi yakari) - 25. Branco (寄合?, Yoriai) - Capitolo extra 2 - Capitolo extra 3                                                               |                        |                  |                                                                            |
| 4  | 4 aprile 2023 | ISBN 978-4-08-883511-2 | 27 agosto 2024   | ISBN 978-88-226-5026-9                                                     |
| 4  | Capitoli - 26. Una persona qualunque (一般人?, Ippanjin) - 27. Al massimo tre giorni (あと3日?, Ato mikka) - 28. Imboscata (奇襲?, Kishū) - 29. Birdsball (鳥類野球?, Chōrui yakyū) - 30. Matrimonio di sangue (混ぜ血?, Maze chi) - 31. Trucchetti da quattro soldi (小細工?, Kozaiku) - 32. Insieme (一緒に?, Issho ni) - 33. Delizioso (美味いな?, Umai na) - 34. Un lavoro da dilettante (素人い仕事?, Amai shigoto) - Capitolo extra 4 - Capitolo extra 5 |                        |                  |                                                                            |
| 5  | 4 luglio 2023 | ISBN 978-4-08-883581-5 | 15 ottobre 2024  | ISBN 978-88-226-5097-9                                                     |
| 5  | Capitoli - 35. Acqua e veleno (水と毒?, Mizu to doku) - 36. Incapace (役立たず?, Yakudatazu) - 37. Contaminati (穢れ手?, Kegarete) - 38. Determinazione (やる気?, Yaruki) - 39. Onore (誉れ?, Homare) - 40. Offerta votiva (供物?, Kumotsu) - 41. Il livello successivo (次の段階?, Tsugi no dankai) - 42. Una felicità ordinaria (フツーの幸せ?, Futsū no shiawase) - Capitolo extra 6 - One-shot. Hyper Hard Special Mission (ハイパーハードスペシャルミッション?, Haipā Hādo Supesharu Misshon) |                        |                  |                                                                            |
| 6  | 4 settembre 2023 | ISBN 978-4-08-883704-8 | 3 dicembre 2024  | ISBN 978-88-226-5358-1                                                     |
| 6  | Capitoli - 43. L'essenza (心髄?, Shinzui) - 44. Partner animale (相棒獣?, Pātonā) - 45. Da zero (ゼロから･･･?, Zero kara...) - 46. Grazie (センキュな?, Senkyu na) - 47. Molto più di così (もっと?, Motto) - 48. Mei l'evangelista dell'amore (愛の伝道師メイの恋愛相談会?, Ai no dendoushi Mei no renai soudankai) - 49. L'uomo del clan subordinato (次分家の男段階?, Bunke no otoko) - 50. Il futuro del clan Gero (下呂家の将来?, Gero-ka no mirai) - 51. Pietra miliare (礎?, Ishizue) - Capitolo extra 7 - Capitolo extra 8 - Capitolo extra 9 - Capitolo extra 10                                            |                        |                  |                                                                            |
| 7  | 4 dicembre 2023 | ISBN 978-4-08-883749-9 | 11 febbraio 2025 | ISBN 978-88-226-5458-8                                                     |
| 7  | Capitoli - 52. Così non vale (ズルいですよ?, Zurui desu yo) - 53. Per il bene del clan Gero (下呂家のために獣?, Gero-ka no tameni) - 54. Keep Out (立ち入り禁止?, Tachiiri kinshi) - 55. La protettrice (護り手?, Mamorite) - 56. Diventare più forte (強くなれる?, Tsuyoku nareru) - 57. Aiutami (手伝ってよ?, Tettsudatte yo) - 58. Perfettamente compatibili (相性抜群?, Aishō batsugun) - 59. I manovratori della girandola (風車使い?, Kazaguruma tsukai) - 60. Alleati (仲間?, Kappuru) - 61. Questo singolo colpo (この一撃?, Kono ichigeki)                                                                  |                        |                  |                                                                            |
| 8  | 4 marzo 2024 | ISBN 978-4-08-883873-1 | 27 maggio 2025   | ISBN 978-88-226-5687-2                                                     |
| 8  | Capitoli - 62. Il sangue del padre (オヤジの血?, Oyaji no yume) - 63. Il piano per infrangere le mura del cuore (心の壁ぶっ壊し大作戦!!?, Kokoro no kabe bukkowashi daisakusen!!) - 64. Per me ci sei soltanto tu (アナタしかいない?, Anata shika inai) - 65. Fidanzato a noleggio (レンタル彼氏?, Rentaru kareshi) - 66. Fare ciò che mi piace (やりたい放題?, Yaritai hōdai) - 67. La felicità di mia figlia (娘の幸せ?, Musume no shiawase) - 68. L'evocatore di spiriti (霊使い?, Rei tsukai) - 69. Gratin (グラタン?, Guratan) - 70. Spazzatura (ゴミカス?, Gomikasu) - 71. Ultraficcanaso (ド節介?, Do sekkai) |                        |                  |                                                                            |
| 9  | 4 giugno 2024 | ISBN 978-4-08-884036-9 | —                | —                                                                          |
| 9  | Capitoli - 72. (ド任せあれ?, Do makase are) - 73. (ゴミカス誕生?, Gomikasu tanjō) - 74. (ゲームオーバー?, Gēmuōbā) - 75. (ド解決?, Do kaiketsu) - 76. (俺たちゃ俗物?, Oretacha zokumotsu) - 77. (ここから先は･･･?, Koko kara saki wa...) - 78. (別府レオ推参?, Beppu Reo suisan) - 79. (銃使い組合?, Jū tsukai kumiai) - 80. (守りてえ スマイルカス?, Mamoritē Sumairu) - 81. (鎮圧開始?, Chinatsu kaishi) - Capitolo extra 11 |                        |                  |                                                                            |
| 10 | 2 agosto 2024 | ISBN 978-4-08-884156-4 | —                | —                                                                          |
| 10 | Capitoli - 82. (似合ってる??, Niatteru?) - 83. (億辛?, Okushira) - 84. (Danger!?, Denjā!) - 85. (Just Married!?, Jasuto Marīdo!) - 86. (Good Job!?, Guddo Jobu!) - 87. (器 BIG?, Utsuwa Biggu) - 88. (ハートを奪え！ ドキメキデュエル?, Hāto o ubae! Dokimeki Dyueru) - 89. (炎使い?, Honō tsukai) - 90. (忌み子?, Imiko) - 91. (火道?, Kadō) |                        |                  |                                                                            |
| 11 | 1º novembre 2024 | ISBN 978-4-08-884302-5 | —                | —                                                                          |
| 11 | Capitoli - 92. (私の味方?, Watashi no mikata) - 93. (闇討ち?, Yamiuchi) - 94. (格下?, Kakushita) - 95. (母娘?, Oyako) - 96. (終炎?, Tsuien) - 97. (旅立ち?, Tabidachi) - 98. (満点?, Manten) - 99. (一報?, Ippō) - 100. (恋人大作戦?, Koibito daisakusen) - Capitolo extra 12 - Capitolo extra 13 - Capitolo extra 14 |                        |                  |                                                                            |
| 12 | 4 febbraio 2025 | ISBN 978-4-08-884434-3 | —                | —                                                                          |
| 12 | Capitoli - 101. (ひとりぼっち?, Hitori bocchi) - 102. (略奪王?, Ryakudatsu ō) - 103. (純金角刈り像?, Junkin kakugarizō) - 104. (引き際?, Hikigiwa) - 105. (心強い味方?, Kokoro zuyoi mikata) - 106. (待たせたな?, Matasetana) - 107. (欲望の鼓動?, Yokubō no tokimeki) - 108. (そういうとこ?, Sōiu toko) - 109. (自分の気持ち?, Jibun no kimochi) - 110. (下呂のこと?, Gero no koto) - Capitolo extra 15 |                        |                  |                                                                            |
| 13 | 2 maggio 2025 | ISBN 978-4-08-884544-9 | —                | —                                                                          |
| 13 | Capitoli - 111. (味使い?, Aji tsukai) - 112. (ブッ翔んだ仲間?, Buttonda nakama) - 113. (チーム下呂?, Chīmu Gero) - 114. (一人前?, Ichininmae) - 115. (ナベちゃ?, Nabecha) - 116. (逸材?, Itsuzai) - 117. (天災?, Tensai) - 118. (待ってます?, Mattemasu) - 119. (護り手失格?, Mamorite shikkaku) - Capitolo extra 16 - Capitolo extra 17 |                        |                  |                                                                            |
| 14 | 4 agosto 2025 | ISBN 978-4-08-884679-8 | —                | —                                                                          |
| 14 | Capitoli - 120. (誰??, Dare?) - 121. (また一歩?, Mata ippo) - 122. (夢現?, Yume utsutsu) - 123. (肩を並べて?, Kata o narabete) - 124. (本物?, Honmono) - 125. (生き様?, Ikizama) - 126. (ボクの気持ち?, Boku no kimochi) - 127. (実家?, Jikka) - 128. (上出来?, Jōdeki) |                        |                  |                                                                            |

### Capitoli non ancora in formatotankōbon
Questa lista è suscettibile di variazioni e potrebbe essere incompleta o non aggiornata.

- Capitoli 129–135
- Capitolo extra 18

## Accoglienza
Marriagetoxin è stato nominato per il Next Manga Award nella categoria Best Web Manga a giugno 2022 e si è classificato ottavo su 50 candidati. Si è anche classificato al quinto posto nella classifica Nationwide Publishers Recommended Comics del 2023.